# Патика Микола Володимирович
Микола Володимирович Патика (нар. 4 квітня 1976, Чернігів) — український вчений, доктор сільськогосподарських наук, професор, академік НААН України, лауреат Державної премії України в галузі науки і техніки, лауреат Премії Кабінету Міністрів України за розроблення і впровадження інноваційних технологій «Біологізація землеробства — якість і безпека продукції АПК», 2018 р., лауреат премії Національної академії аграрних наук України "За видатні досягнення в аграрній науці, академік Академії Наук Вищої Школи України, Віце-президент Товариства Мікробіологів України. Почесний професор державного Ліньїського університету (місто Ліньї, Китай).

## Біографія
2001 р. закінчив Кримський державний аграрний університет, спеціальність (агрономія), вчений агроном.
Кандидат сільськогосподарських наук з 2004 року. Дисертацію захистив 12 березня 2004 року у спеціалізованій вченій раді Д 26.004.02 Національного аграрного університету Кабінету Міністрів України.
16.03.2004 — 31.01.2006 — прийнятий на посаду старшого наукового співробітника Інституту сільськогосподарської мікробіології УААН; звільнений з посади у зв'язку з вступом на навчання до докторантури.
01.02.2006 — прийнятий на посаду старшого наукового співробітника, 0,5 ставки за сумісництвом у Державну наукову установу Всеросійський науково-дослідний інститут сільськогосподарської мікробіології РАСГН; зарахований в докторантуру (денна форма навчання).
01.01.2007 — переведений на посаду старшого наукового співробітника лабораторії № 5, 15 розряд, 0,5 ставки, Державна наукова установа Всеросійський науково-дослідний інститут сільськогосподарської мікробіології РАСГН.
22.05.2007 — на основі конкурсної комісії та результатів таємного голосування обраний на посаду старшого наукового співробітника, 0,5 ставки, Державна наукова установа Всеросійський науково-дослідний інститут сільськогосподарської мікробіології РАСГН.
В 2009 році отримав звання старшого наукового співробітника зі спеціальності  03.00.07 — мікробіологія.
27.03.2009 — переведений на роботу за строковим трудовим договором на посаду старшого наукового співробітника, 0,5 ставки за сумісництвом до 31.12.2009 р., Державна наукова установа Всеросійський науково-дослідний інститут сільськогосподарської мікробіології РАСГН.
02.02.2009 — поновлений на посаду старшого наукового співробітника Інституту сільськогосподарської мікробіології УААН.
02.03.2009 — 03.02.2010 —  переведений на посаду провідного наукового співробітника Інституту сільськогосподарської мікробіології УААН; звільнений з посади за власним бажанням.
02.03.2010 — 30.06.2012 — зарахований на посаду професора кафедри біології ґрунтів і мікроорганізмів Національного університету біоресурсів і природокористування України; звільнений з роботи у зв'язку з закінченням строку трудового договору.
Доктор сільськогосподарських наук з 2010 року. Дисертацію захищено 25 вересня 2010 року у спеціалізованій вченій раді Д 74.844.02 Уманського державного аграрного університету Міністерства аграрної політики України.
01.12.2012 — 04.02.2014 — прийнятий на посаду старшого наукового співробітника, 0,5 ставки за сумісництвом, Державна наукова установа Всеросійський науково-дослідний інститут сільськогосподарської мікробіології РАСГН.
Експерт Єврокомісії JRC «European Hydropedologycal Data Inventory», 2012—2017.
10.01.2014 — 02.01.2015 — прийнятий на посаду завідувача відділу сільськогосподарської мікробіології і фізіології рослин Національного наукового центру «Інститут землеробства НААН»; звільнений з роботи за власним бажанням.
03.01.2015 — прийнятий на посаду професора кафедри молекулярної біології, мікробіології та біобезпеки Національного університету біоресурсів і природокористування України.
01.07.2015 — переведений на посаду завідувача кафедри молекулярної біології, мікробіології та біобезпеки Національного університету біоресурсів і природокористування України за умовами контракту як обраного за конкурсом.
14.01.2016 — переведений на посаду завідувача кафедри екобіотехнологій та біорізноманіття Національного університету біоресурсів і природокористування України за строковим трудовим договором.

## Наукова робота
Лауреат Державної премії України в галузі науки і техніки «Бобово-ризобіальні системи в сучасному землеробстві», 2012 р.;
Лауреат Премії Кабінету Міністрів України за розроблення і впровадження інноваційних технологій «Біологізація землеробства — якість і безпека продукції АПК», 2018 р.;
Академік Академії Наук Вищої Школи України (академік-секретар аграрного відділення), 2015 р.;
Лауреат премії Національної академії аграрних наук України «За видатні досягнення в аграрній науці» 2016 р.;
Лауреат Нагороди Ярослава Мудрого в галузі науки і техніки, 2018 р.;
Золота медаль ХХХ ювілейної Міжнародної агропромислової виставки АГРО-2018 «За інноваційну розробку та впровадження біологічного препарату ЕКСТРАКОН», 2018 р.;
Золота медаль Міжнародної агропромислової виставки АГРО-2019 «За інноваційну розробку та впровадження біологічного препарату ЕКСТРАКОН», 2019 р.;
Започаткована та сформована сучасна наукова школа під керівництвом д.с.-г.н. Патики М. В. характеризується високою науково-теоретичною і практичною кваліфікацією у напрямку екологічної оцінки стану ґрунтів за умови використання різних біологічних індикаторів, а також напрямку сільськогосподарської мікробіології (продовження наукової школи С. М. Виноградського). Продовжує розвиток наукоємних досліджень, які допомагають отримувати і поглиблювати фундаментальні й якісні знання, що, у свою чергу, сприяє підготовці науковців, а також популяризації наукових здобутків проведених досліджень серед фахівців, виробників, студентів, аспірантів, дослідників-вчених, викладачів, практичних діячів. Наукові інтереси Патики М. В. пов'язані з вирішенням фундаментальних і прикладних наукових проблем екології, біотехнології, молекулярної біології через призму міждисциплінарних робіт, які об'єднані та сфокусовані для їх зв'язку в області екосистемних досліджень. Вченим комплексно досліджуються мікробна структура, різноманіття та функціональна спрямованість угруповань різних ґрунтів. Ним акцентується увага на збереженні метагеноміки ґрунтів, оцінки біорізноманіття ґрунтової мікробіоти, агробіології ризосфери рослин, вивченні мікрофауни при взаємодії ґрунтових мікроорганізмів і рослин (мікробно-рослинна взаємодія).

## Навчально-методичні та наукові публікації
Є автором і співавтором понад 300 наукових, навальних, науково ─ методичних праць, в тому числі патентів України, науково ─ практичних рекомендацій для аграрного виробництва. У провідних вітчизняних і міжнародних рецензованих фахових виданнях опубліковано не менше 200 наукових праць, із них в закордонних і періодичних виданнях 15 статей, які включені до наукометричних баз Scopus або Web of Science, монографії — «Агробиология ризосфери растений», К.: «Аграрна наука» НААН, 2015. — 386 с.; «Агромікробіологія з основами біотехнології», К.: «Аграрна наука» НААН, 2019. — 204 с.; у закордонному виданні офіційною мовою Європейського Союзу European Hydropedological Data Inventory (EU-HYDI) /[Weynants M. M., Strauss P., Patyka N.V., et all.] /EUR, Scientific and Technical Research Reports. European Commission, JRC 81129. — 2013. — 166 р. http://publications.jrc.ec.europa.eu/repository/handle/JRC81129;
навчальні посібники — «Землеробство з основами екології, ґрунтознавства та агрохимии» /В. Ф. Петриченко, М. Я. Бомба, М. В. Патика, Г. Т. Періг, П. В. Іващук. — К.: Аграрна наука, 2011. — 492 с.; «Біотехнологія мікробного синтезу» /Т. І. Патика, М. В. Патика. — Вінниця: ТОВ «Нілан-ЛТД», 2018. — 272 с., та ін.
h-індекс — 6, кількість цитувань — 212 (БД Scopus)
https://www.scopus.com/authid/detail.uri?authorId=24336395000
h-індекс — 8, кількість цитувань — 207 (БД Google Scholar)
https://scholar.google.com.ua/citations?user=eZzRlnQAAAAJ&hl=ru

## Нагороди
- Лауреат Державної премії України в галузі науки і техніки (робота «Бобово-ризобіальні системи в сучасному землеробстві», 2012 р.);
- Лауреат Премії Кабінету Міністрів України за розроблення і впровадження інноваційних технологій (робота «Біологізація землеробства — якість і безпека продукції АПК», 2018 р.);
- академік Академії Наук Вищої Школи України (академік-секретар аграрного відділення з 2015 р.);
- Лауреат премії Національної академії аграрних наук України «За видатні досягнення в аграрній науці» 2016 р.;
- Лауреат Нагороди Ярослава Мудрого в галузі науки і техніки, 2018 р.